# Warfare
Warfare is een Engels-Amerikaanse oorlogs-actiefilm uit 2025 geregisseerd en geschreven door Ray Mendoza en Alex Garland. De film ging op 16 maart 2025 in première.

## Verhaal
De film speelt zich af in Irak in 2006 en volgt een groep Amerikaanse Navy SEALs die zich schuil houdt in het huis van een Iraakse familie. Vanuit deze woning houden ze hun vijand in de gaten en volgen ze hoe hun eigen Amerikaanse troepen door het vijandige gebied trekken. Wanneer ze in de woning door hun vijand worden ontdekt, ontstaat er een strijd op leven en dood.

## Rolverdeling
| acteur               | personage     |
| -------------------- | ------------- |
| D'Pharaoh Woon-A-Tai | Ray Mendoza   |
| Will Poulter         | Erik          |
| Cosmo Jarvis         | Elliot Miller |
| Joseph Quinn         | Sam           |
| Kit Connor           | Tommy         |
| Finn Bennett         | John          |
| Taylor John Smith    | Frank         |
| Michael Gandolfini   | McDonald      |
| Adain Bradley        | Learrus       |
| Noah Centineo        | Brian         |
| Evan Holtzman        | Brock         |
| Henry Zaga           | Aaron         |
| Charles Melton       | Jake          |
| Alex Brockdorff      | Mikey         |
| Nathan Altai         | Farid         |
| Aaron Deakins        | Bob           |
| Donya Hussen         | Noor          |

## Achtergrond
De film werd geregisseerd door Ray Mendoza en Alex Garland, daarnaast waren de twee samen verantwoordelijk voor het schrijven van het scenario van de film. De film werd geproduceerd door Andrew Macdonald, Allon Reich en Peter Rice namens productiebedrijf DNA Films. De opnames van de film gingen in mei 2024 van start in Londen, Engeland. Hoofdrollen in de film waren weggelegd voor onder anderen D'Pharaoh Woon-A-Tai, Will Poulter, Joseph Quinn en Kit Connor.

## Release en ontvangst
Warfare ging op 16 maart 2025 in première in het Music Box Theatre in Chicago. De film stond echter gepland om 11 april 2025 in de Amerikaanse bioscopen uitgebracht te worden, de Nederlandse bioscopen volgden op 17 april 2025.
De film werd door recensenten in het algemeen positief ontvangen. Op Rotten Tomatoes heeft de film een score van 94% op basis van 34 beoordelingen. Metacritic komt op een score van 77/100, gebaseerd op 16 beoordelingen.

### Kassaopbrengsten
Warfare ging op 11 april 2025 in de Amerikaanse bioscopen in première naast The Amateur, Drop en The King of Kings met de verwachting van een bruto-opbrengst in het openingsweekend van 6 à 8 miljoen Amerikaanse dollars in 2670 bioscopen. De film bracht uiteindelijk 8,3 miljoen dollar op in zijn openingsweekend en eindigde daarmee op de vierde plaats aan de kassa.